# یاکوب شیژینا
یاکوب شیژینا (چکی: Jakub Šiřina؛ زادهٔ ۲۱ نوامبر ۱۹۸۷) بازیکن بسکتبال اهل جمهوری چک است. وی در بازی‌های المپیک تابستانی ۲۰۲۰ شرکت کرده‌است.